# Кэйсай Эйсэн

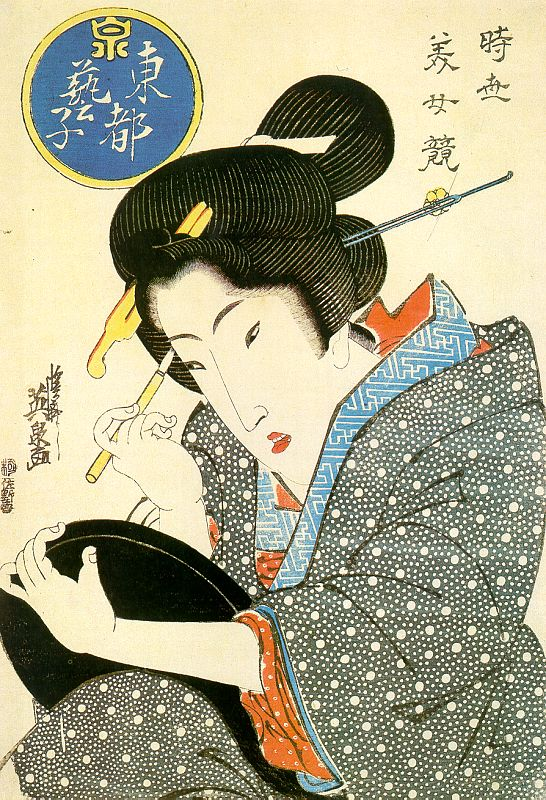
Образец жанра бидзинга. Гравюра Эйсэна из серии 'Тото гэйко').

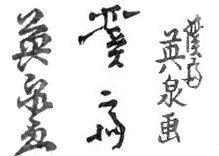
Подпись эйсэна в виде двух столбцов, повторенных дважды — слева направо: «Эйсэнга» (英泉　画), «Кэйсай» (渓斎), и опять другим шрифтом (渓斎　英泉　画)

Кэйсай Эйсэн (渓斎 英泉, 1790—1848) — японский художник направления укиё-э, специализировавшийся на гравюрах в жанре бидзинга (изображение красавиц). В его лучшие работы входят портреты типа окуби-э («большие головы»), которые считаются образцами мастерства эпохи Бунсэй (1818—1830) — периода упадка направления укиё-э. Он известен также под именеи Икэда Эйсэн, и подписывался также как «Иппицу-ан».

## Биография
Эйсэн родился в Эдо (ныне Токио) в семье Икэда, его отцом был известный каллиграф. Он был отдан в ученики к художнику Кано Хаккэйсай, от части имени которого он взял себе имя Кэйсай. После смерти отца его учителем стал художник Кикугава Эйдзан. В начальный период он работал под влиянием наставника, но скоро он приобрёл собственный стиль.
Он создал много рисунков для цветных гравюр на дереве — суримоно с лирическим или эротическим содержанием, а также цикл пейзажей Шестьдесят девять станций Кисокайдо, который он не довёл до конца, но цикл закончил Хиросигэ. Однако его самые известные работы — бидзинга (изображения красавиц), которые были более мирскими, чем в картинах ранних художников, и выражали чувственность, что было мало представлено до него. Он произвел много портретов, отражающих моды своего времени.
В дополнение к созданию значительного числа гравюр на дереве, Эйсэн издал биографии Сорока семи Ронинов и написал ещё несколько книг, включая продолжение Укиё-э Руйко (История гравюр укиё-э), с биографиями художников. Он написал также приложение с названием «Записки Безымянного Старца», где он описал себя как развратного пьяницу и бывшего владельца борделя в Недзу, который сгорел дотла в 1830-е годы.

## Галерея

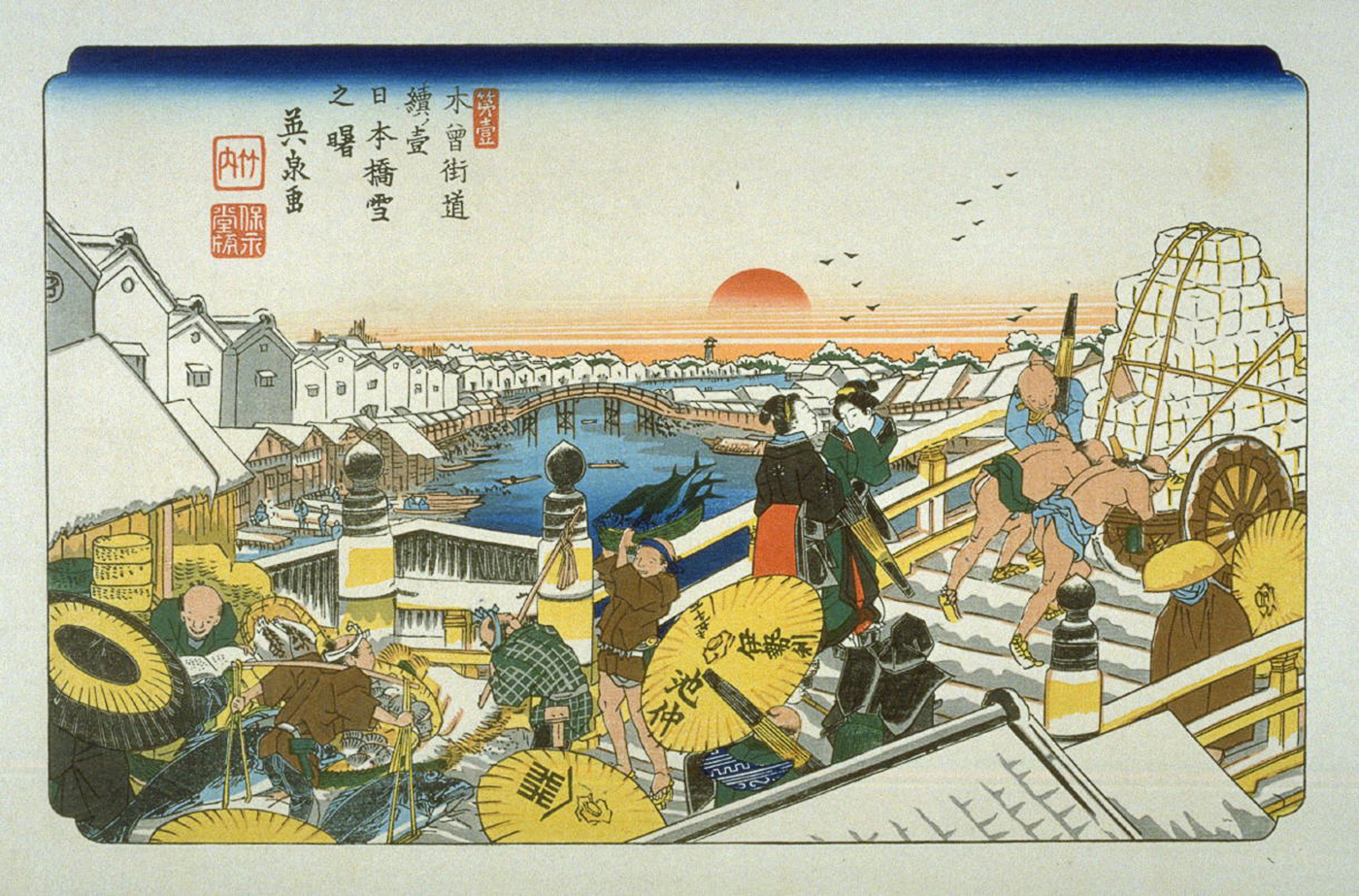
Нихомбаси — Японский мост у начала дороги Кисокайдо в Эдо
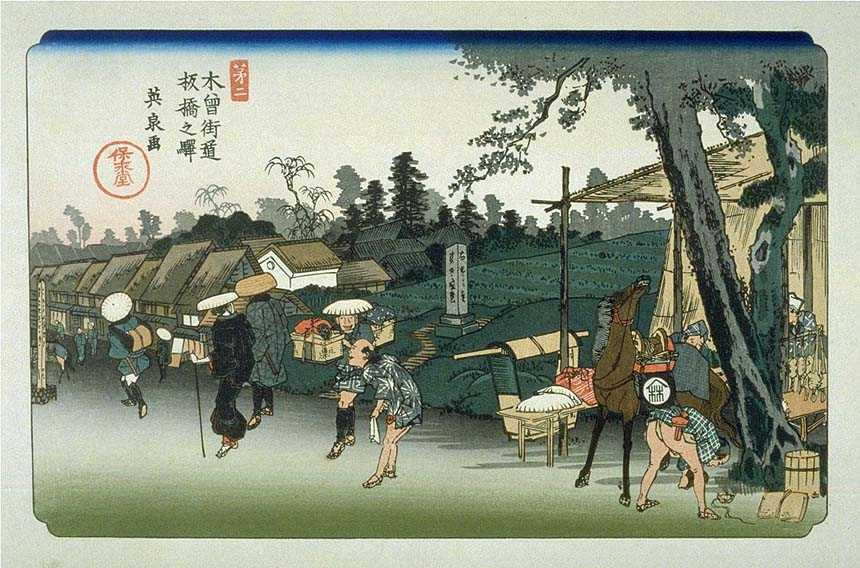
Станция Итабаси-сюку дороги Кисокайдо
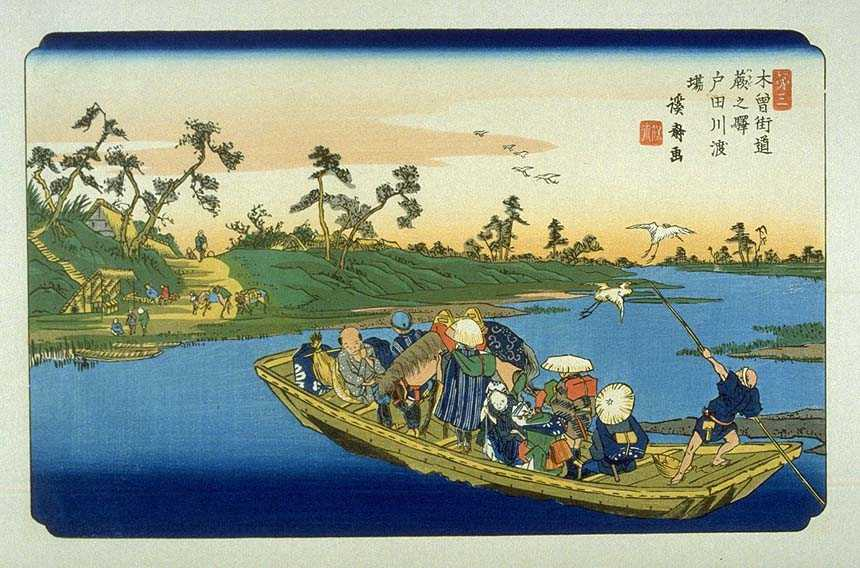
Вараби — станция на дороге Кисокайдо
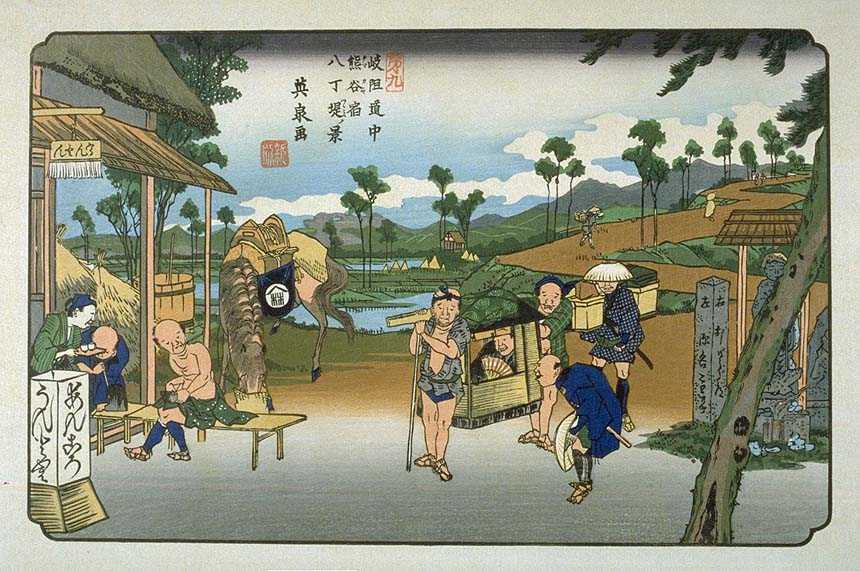
Кумагаи (медвежья долина) — станция на дороге Кисокайдо
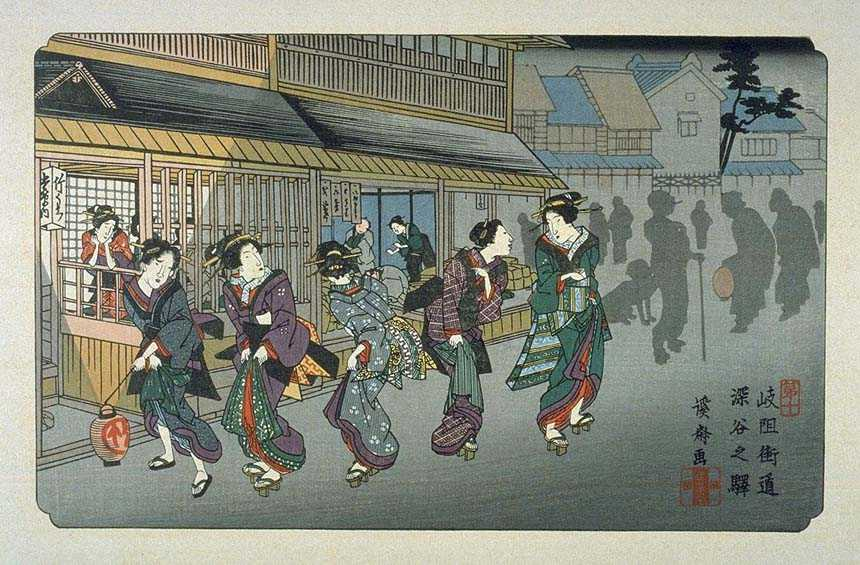
Фукая — станция на дороге Кисокайдо.
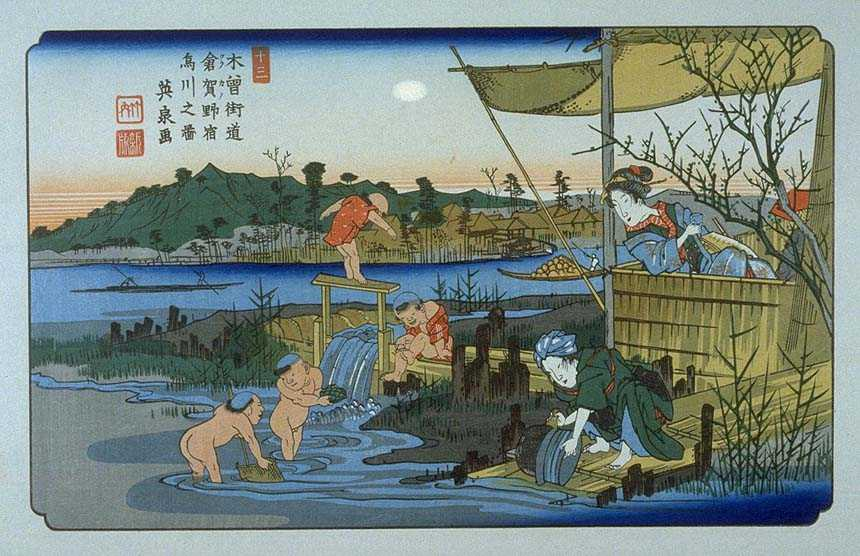
Курагано — станция на дороге Кисокайдо
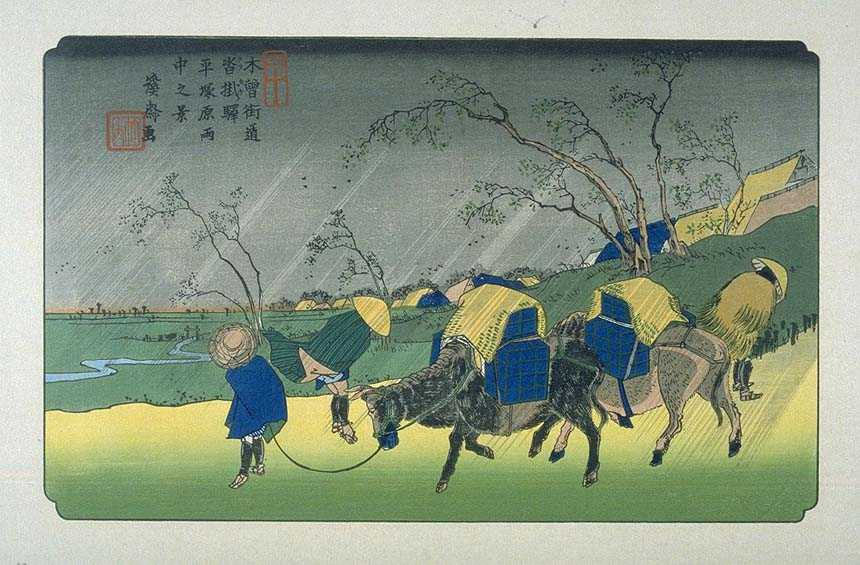
Куцукакэ — станция на дороге Кисокайдо
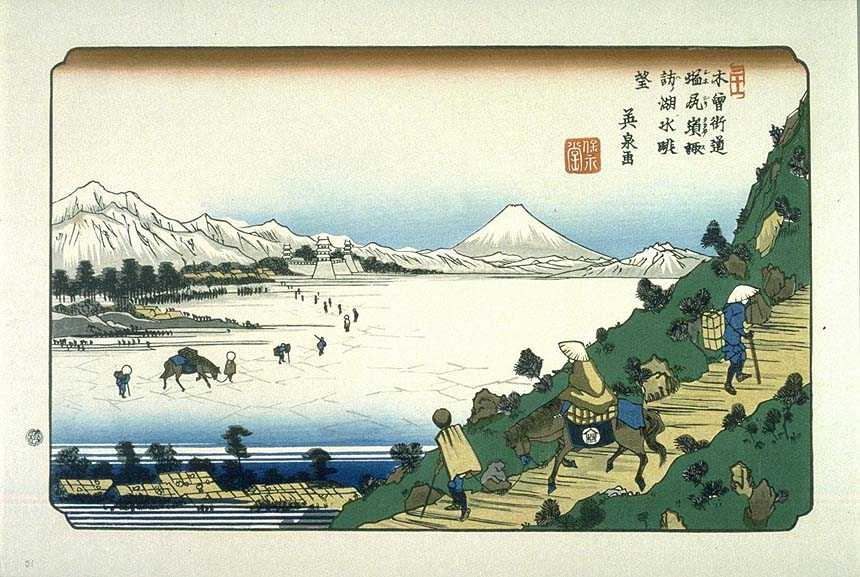
Сиодзири — станция на дороге Кисокайдо
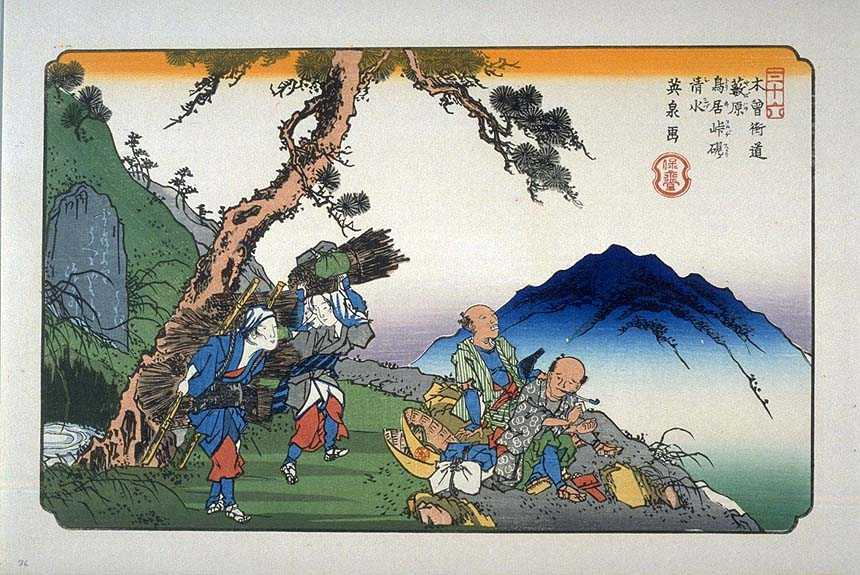
Ябухара — станция на дороге Кисокайдо
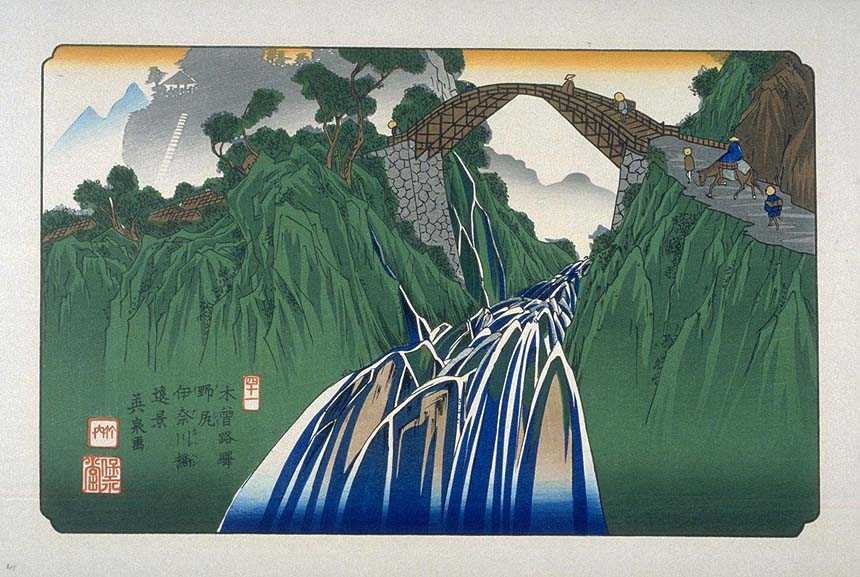
Нодзири — станция на дороге Кисокайдо
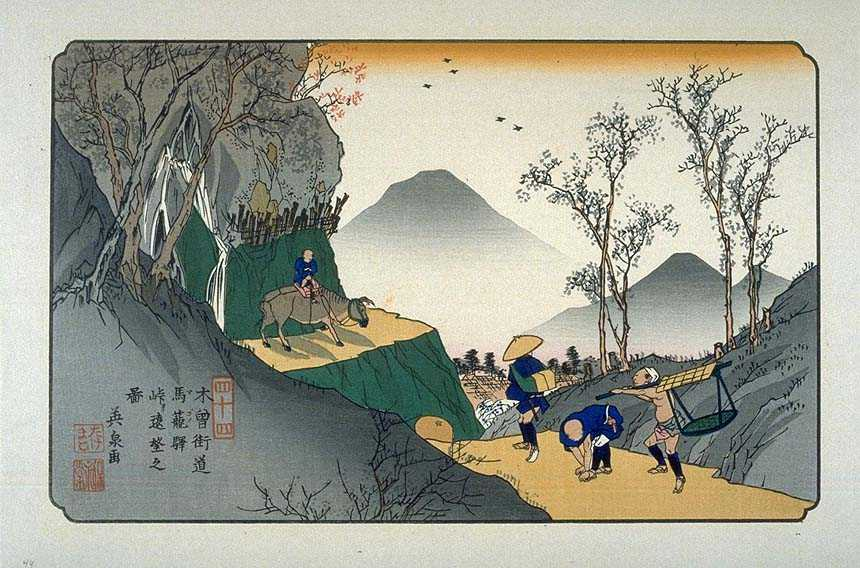
Магомэ — станция на дороге Кисокайдо
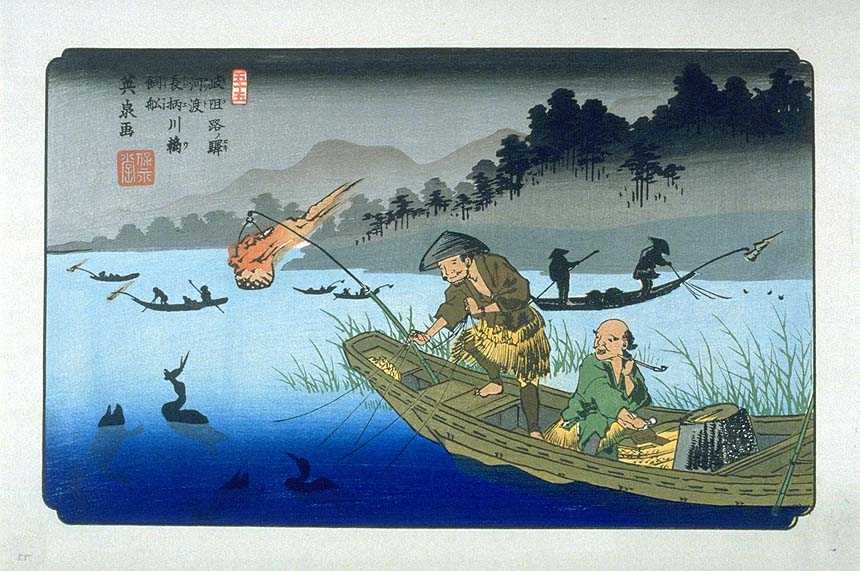
Годо — станция на дороге Кисокайдо
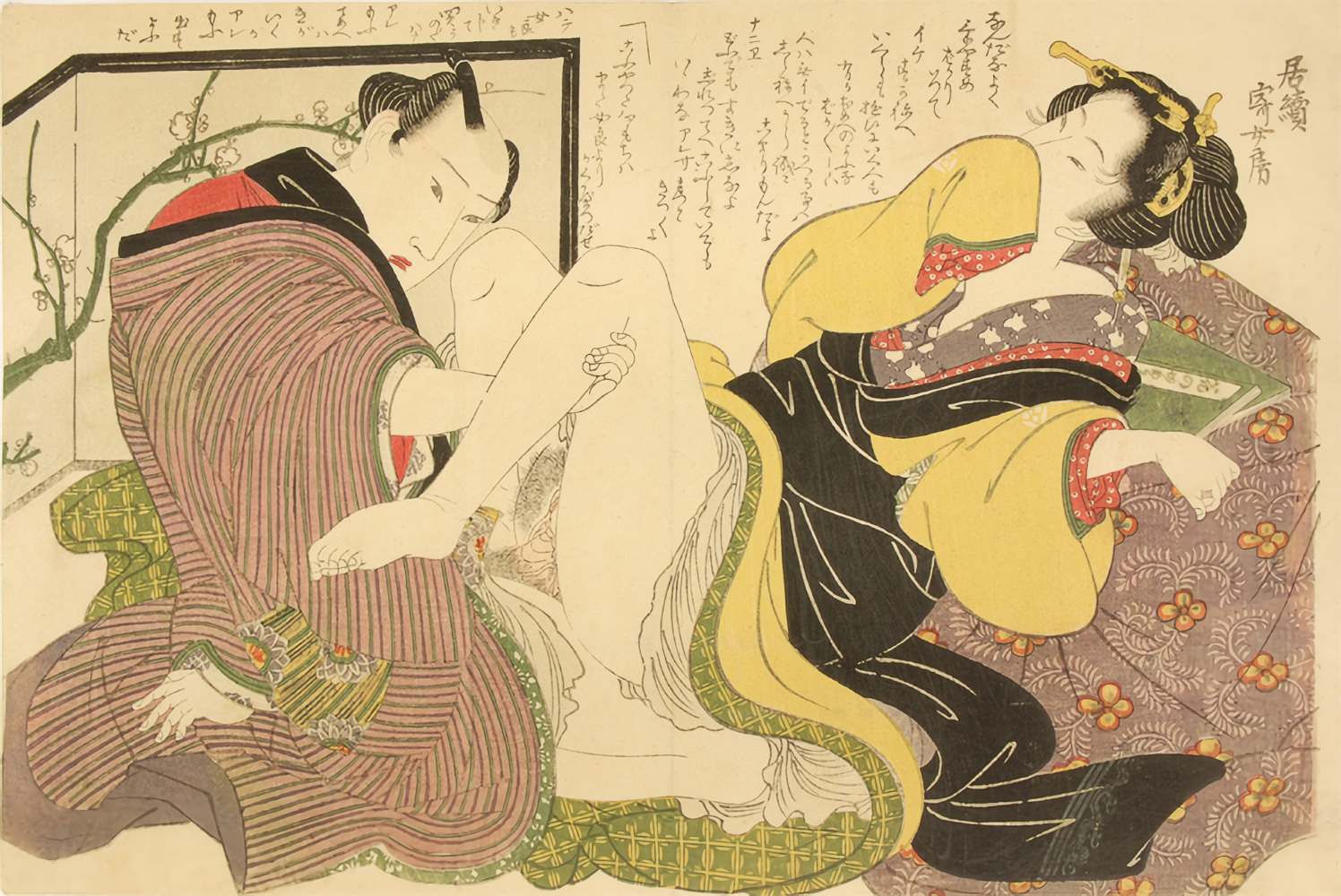
Сюнга
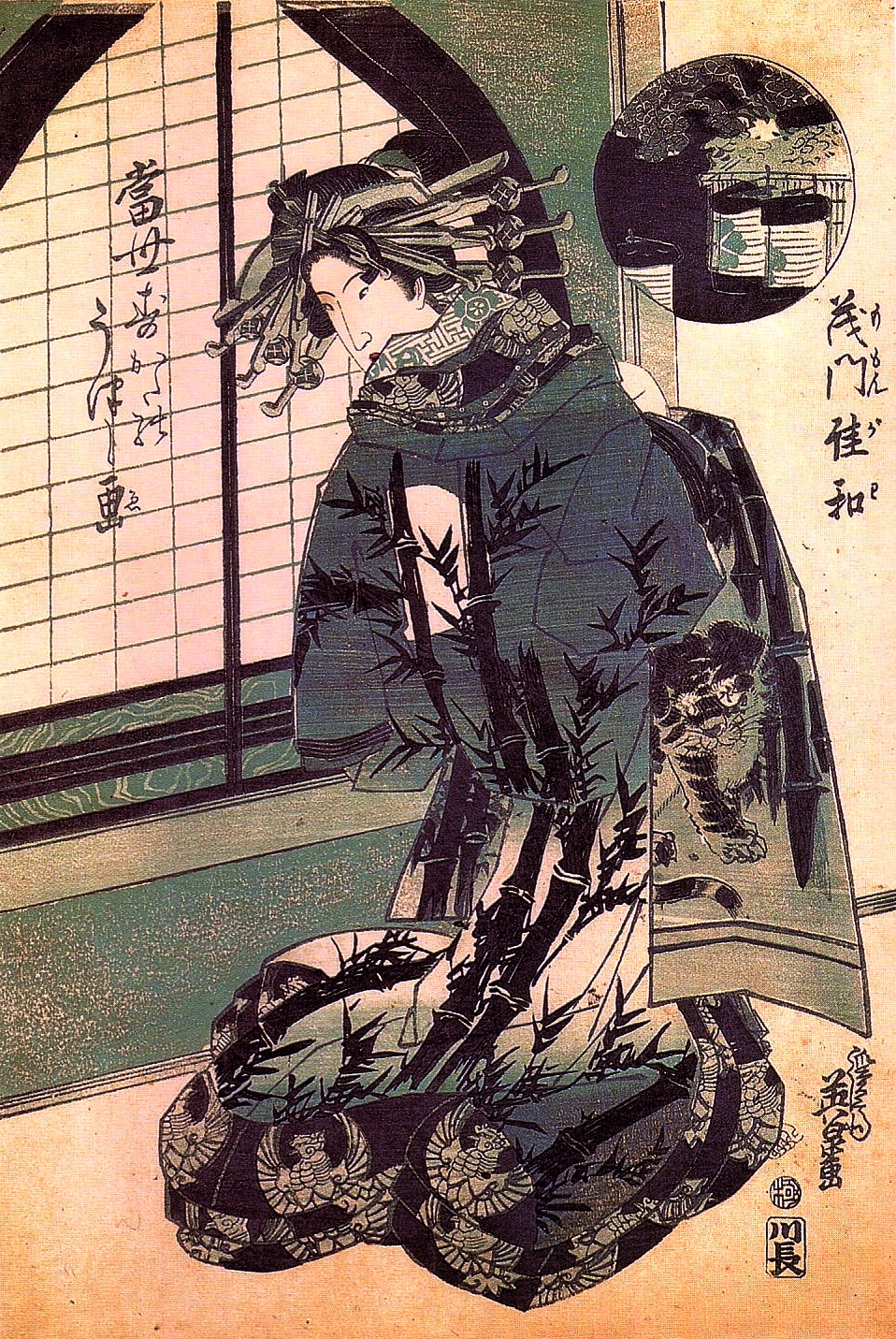
Ойран
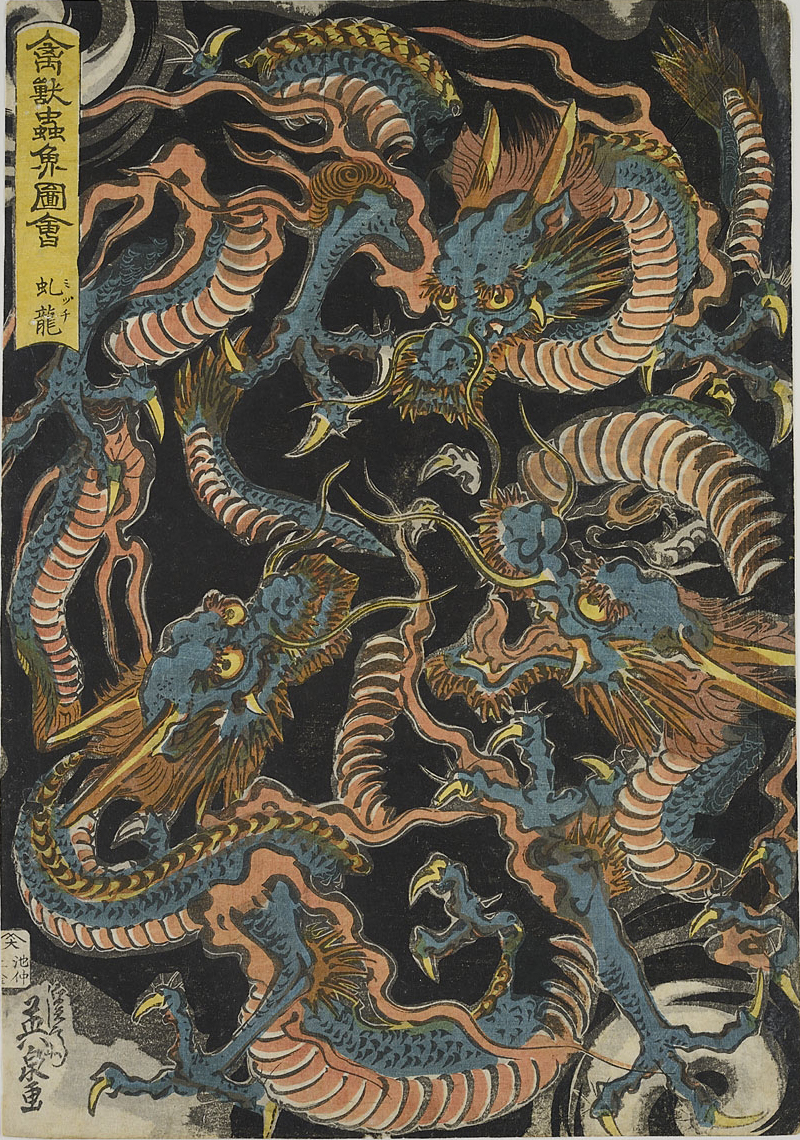
Водяной дракон